# Соломон Алкабец
Соломон бен Моисей Халеви Алкабец (на иврит: שלמה אלקבץ) е еврейски духовник (равин) и писател от Османската империя от XVI век. Алкабец е един от най-големите кабалисти живели в Сафед и като поет е най-известен с песента си „Лека Доди“, датирана различно в източниците - 1529, 1540 или 1571 година.

## Биография
Соломон Алкабец е роден около 1500 или 1505 година в Солун, в сефарадско семейство. Алкабец изучава Тората в родния си град при равин Йосиф Тайтацак. В 1529 година се жени за една от дъщерите на заможния солунчанин Исак Коен, като за сватбен подарък и дава току-що завършения си труд „Манот Халеви“.
Скоро след сватбата им, равин Соломон и жена му решават да се заселят в Светите земи. На път за Палестина, обаче в Одрин група кабалисти го молят да ги инструктира в духовния живот и богослужението. Алкабец се съгласява, остава в Одрин и пише няколко книги – „Бейт Хашем“, „Авотот Ахава“, „Айелет Ахавим“ и „Брит Халеви“, която е посветена на одринските му поклонници.
Алкабец продължава пътуването си, като проповядва по целия си път. Дълбоко повлияни от него са много от по-късните големи кабалисти – равин Самуил Озида, автор на „Мидраш Шмуел“ върху „Пиркей Авот“, равин Елиезер Азикри, автор на „Сефер Харадеим“, кабалистичен трактат върху връзката между крайниците и органите на човешкото тяло и 613 мицвот в Тората, равин Авраам Галанте, автор на „Яреах Якар“ върху „Зохар“ и други произведения.
Алкабец пристига в Сафед, Горна Галилея, около 1535 година и се заселва там, тъй като според него само в Светата земя човек може да разкрие в дълбочина тайните на Тората. Алкабец служи като равин в Сафед и е глава на йешива в Мерон, близо до Сафед. Около него се оформя кръг от ученици, включително Моисей Кордоверо (Рамак), който се жени за сестра му, и Йосиф Каро. Така Сафед се превръща в основен център на юдаисткия мистицизъм.
Соломон Алкабец е известен най-вече със своя химн „Лека Доди“, пян при започването на шабата. Химнът става толкова популярен, че е включен в съботната литургия на всяка общност.
Соломон Алкабец умира в 1580 година в Сафед, където е и погребан.

## Творчество
Част от печатните му произведения:
- Лека Доди (1579), мистичен хим за започване на шабата
- Манот Халеви (завършена в 1529, публикувана в 1585) върху „Книга Естир“
- Аялет Ахавим (завършена в 1532, публикувана в 1552) върху „Песен на песните“
- Шореш Ишай (завършена в 1552, публикувана в 1561) върху „Книга Рут“
- Брит Халеви (1563), кабалистичен коментар върху „Паскалната Агада“
- Ор Цадиким, книга за службите

Част от ръкописите му са:
- Дивирей Шломо, върху Кетувим
- Наим Земирот, върху Псалмите
- Сукат Шалом, Авотот Ахавах, върху Тората
- Пицей Охев, върху Книга на Йов
- Апирьон Шломо, Бейт Хашем, Бейт Тефила, интерпретации на молитвите
- Лехем Шломо, върху принципите за освещаване на храната според кабалата
- Митато шел Шломо, върху мистичното значение на сексуалния съюз
- Шомер Емуним, върху фундаменталните принципи на вярата